# Enaphalodes rufulus
Enaphalodes rufulus (лат.) — североамериканский вид жуков-усачей из подсемейства настоящих усачей. Личинки поражают живые дубы, внутри которых развиваются на протяжении двух лет. Взрослые насекомые активные в ночное время, часто прилетают к искусственному свету; встречаются с середины июня до середины августа.

## Распространение
Распространён в юго-восточных провинциях Канады и восточных штатах США. В Канаде в Онтарио и Квебеке, а в США в Айове, Алабаме, Арканзасе, Вермонте, Вирджинии, Вашингтоне, Делавэре, Коннектикуте, в Джорджии, Иллинойсе, Индиане, Кентукки, Луизиане, Мэне, Мэриленде, Массачусетсе, Мичигане, Миннесоте, Миссисипи, Миссури, Нью-Гэмпшире, Нью-Джерси, Нью-Йорке, Огайо, Оклахоме, Пенсильвании, Род-Айленде, Северной Каролине, Теннесси, Техасе, во Флориде и Южной Каролине.

## Развитие
Спаривание происходит на кормовом дереве личинок. Сразу по окончании спаривания самка приступает к кладке яиц в расщелины коры, под лишайники и лозу ползущих растений. Эмбрион яйца развивается 10—13 дней. Кладка яиц происходит в июле-августе. За жизнь самка способна отложить до 120 яиц.
После появления личинки вбуравливаются в кору, где развиваются на протяжении лета и осени. После первой зимовки личинки достигают флоэму, где и питаются на протяжении оставшегося времени года. Во флоэме личинки проделывают длинные ходы. На второй год развития в древесный ствол уже сильно деградирован. Личинки, перезимовавшие второй год в ксилему, готовятся к окукливается. Окукливание происходит в мае-июне.
Взрослые жуки появляются в позднем мае или июне. Живут приблизительно 3 недели и совершенно не питаются ни веточками ни листьями.

## Экология
Личики развиваются внутри различных видов дубов, отдавая предпочтение вида из подрода Erythrobalanus: дуб красный, дуб бархатистый и дуб шарлаховый. Менее привлекательны дубы для Enaphalodes rufulus — дуб белый, дуб звёздчатый, дуб болотный, дуб крупноплодный, дуб лировидный и дуб лавролистный. Не отмечались атаки на европейские виды дуб скальный, дуб пушистый и дуб черешчатый.

## Экономическая значимость
Личинки Enaphalodes rufulus могут причинять экономический вред, портя древесину дубов. В США в 1980-х гг, вероятно, что данный вид причастен к порче 38 % деревьев в дубравах, которые должны были использоваться в качестве материала для изготовления мебели и фанеры, для бондарного промысла.
Обычно сами личинки не становятся причиной гибели деревьев. Хотя в начале 2000-х было отмечено массовая гибель красного, бархатного и серповидного дубов в национальном лесу Озарк в штате Арканзас, а затем и в соседних штатах Оклахома и Миссури. Массовая гибель деревьев вызвана поражением десятков тысяч дубов, в частности красного дуба, из-за вспышки массового размножения Enaphalodes rufulus.